# Антиминс
Антиминс (лат. ante-mensa — уместо трпезе) је литургијско платно на којем су представљена страдања Христова и полагање у гроб, које се полаже на часну трпезу, у олтару цркве. На њему се врши Света литургија.
Антиминс има део моштију светитеља или мученика и носи потпис месног епископа. По традицији, очуваној из првих векова, антиминс замењује освећени олтар, обавезан за Литургију. Канон 31. Четвртог васељенског сабора забрањује Литургију у обичним кућама или местима. Такође, канон 7. Седмог васељенског сабора забрањује освећење цркве без моштију мученика. Уопште, мошти мученика, било да су стављене под олтарски престо, било да су зашивене у антиминсу, представљају небеску Цркву на којој почива земаљска Црква.
Свештеник прима антиминс од свога епископа, чији потпис гарантује не само постојање евхаристијске месне заједнице, него и светог заједништва које постоји између њега и свештеника. Освећени антиминс апсолутно је потребан за вршење Тајне Евхаристије, мада Пидалион помиње случај мученика Лукијана, антиохијског свештеника, који, будући у тамници, служи литургију на својим грудима. Теодорит Кирски употребљава руке свога ђакона уместо олтара, а Свети Јован Златоусти не устручава се рећи да су руке свештеника скупље од олтара.